# Кушлин

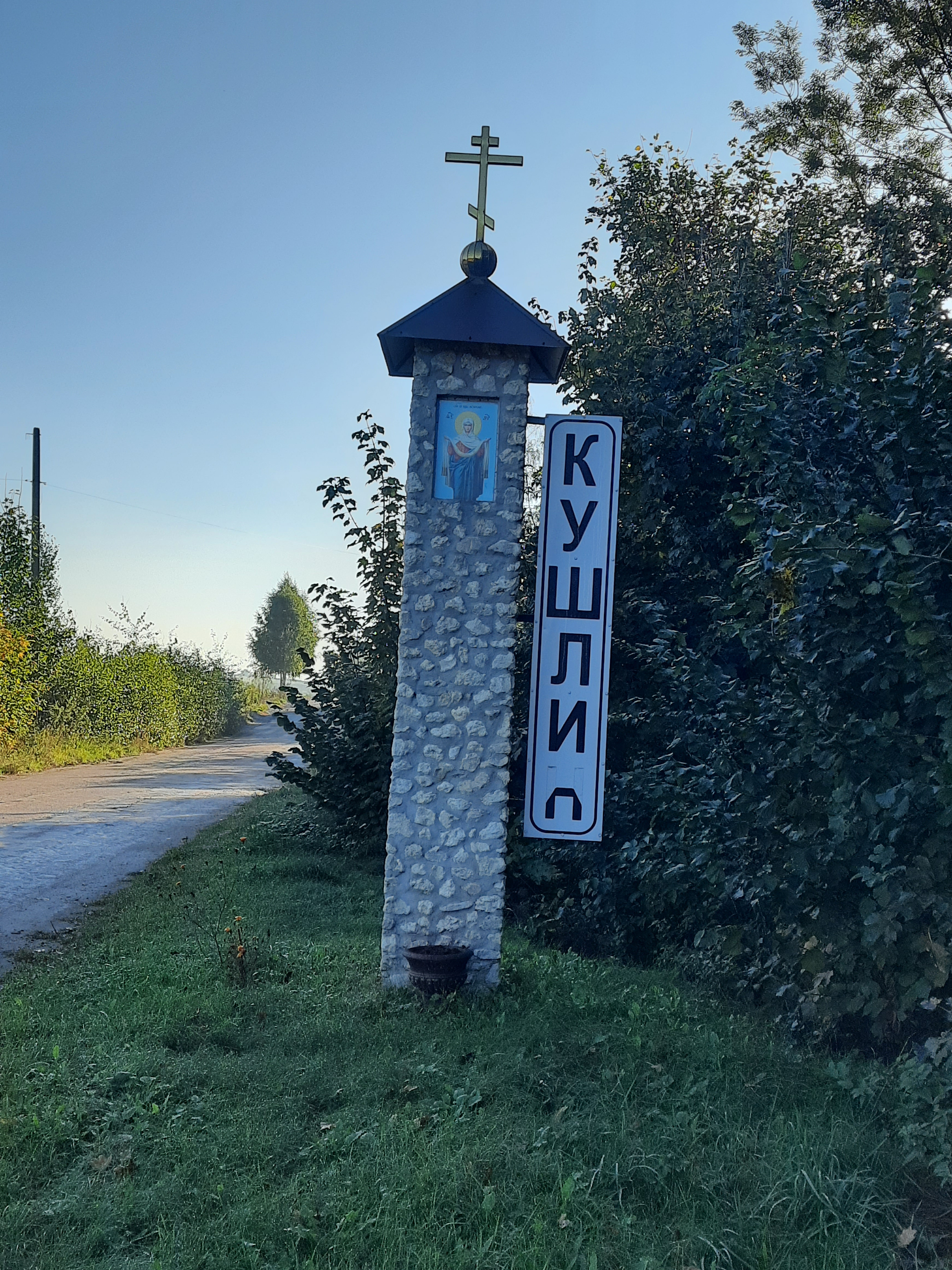
Знак при в'їзді в село

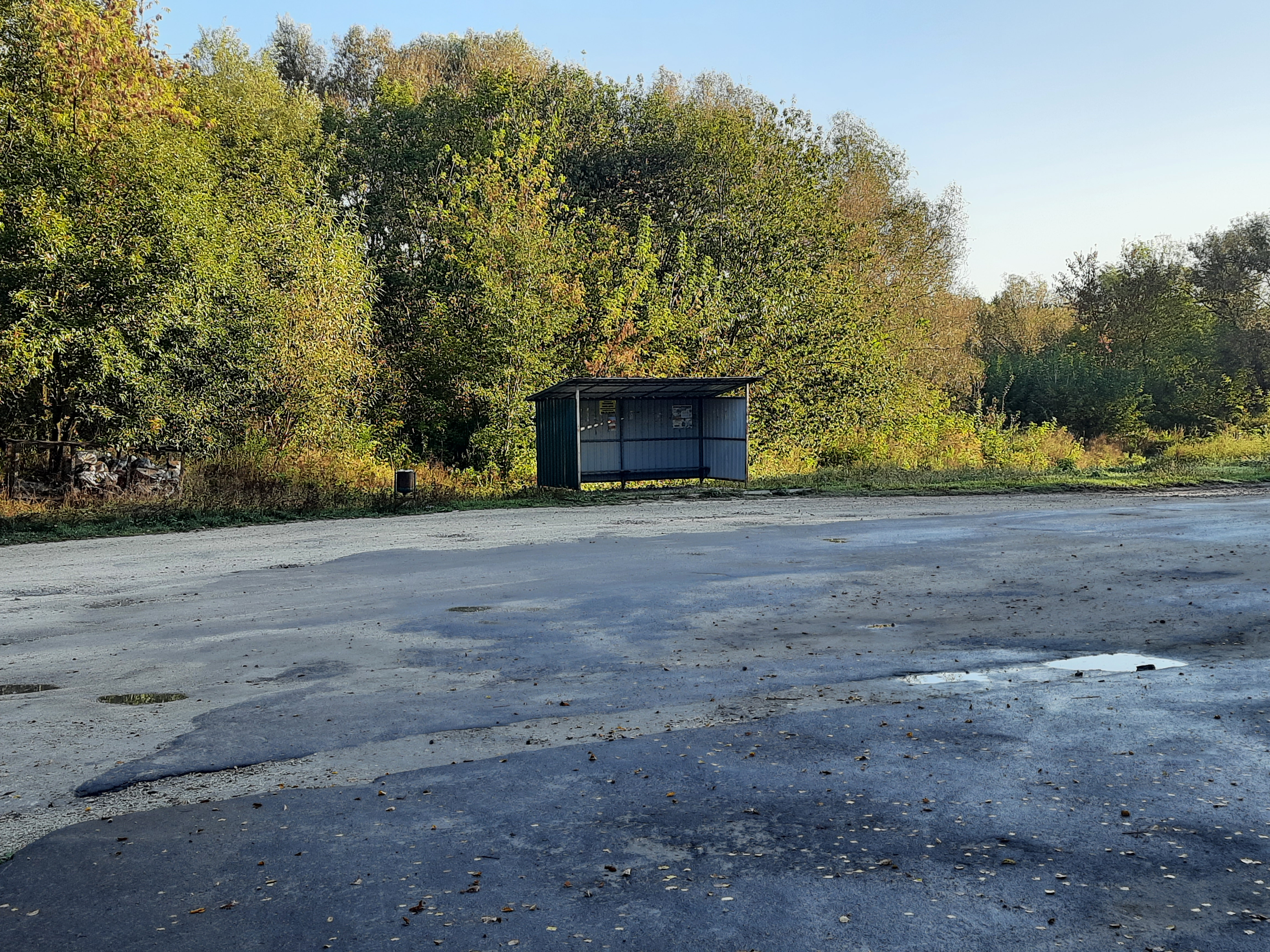
Автобусна зупинка

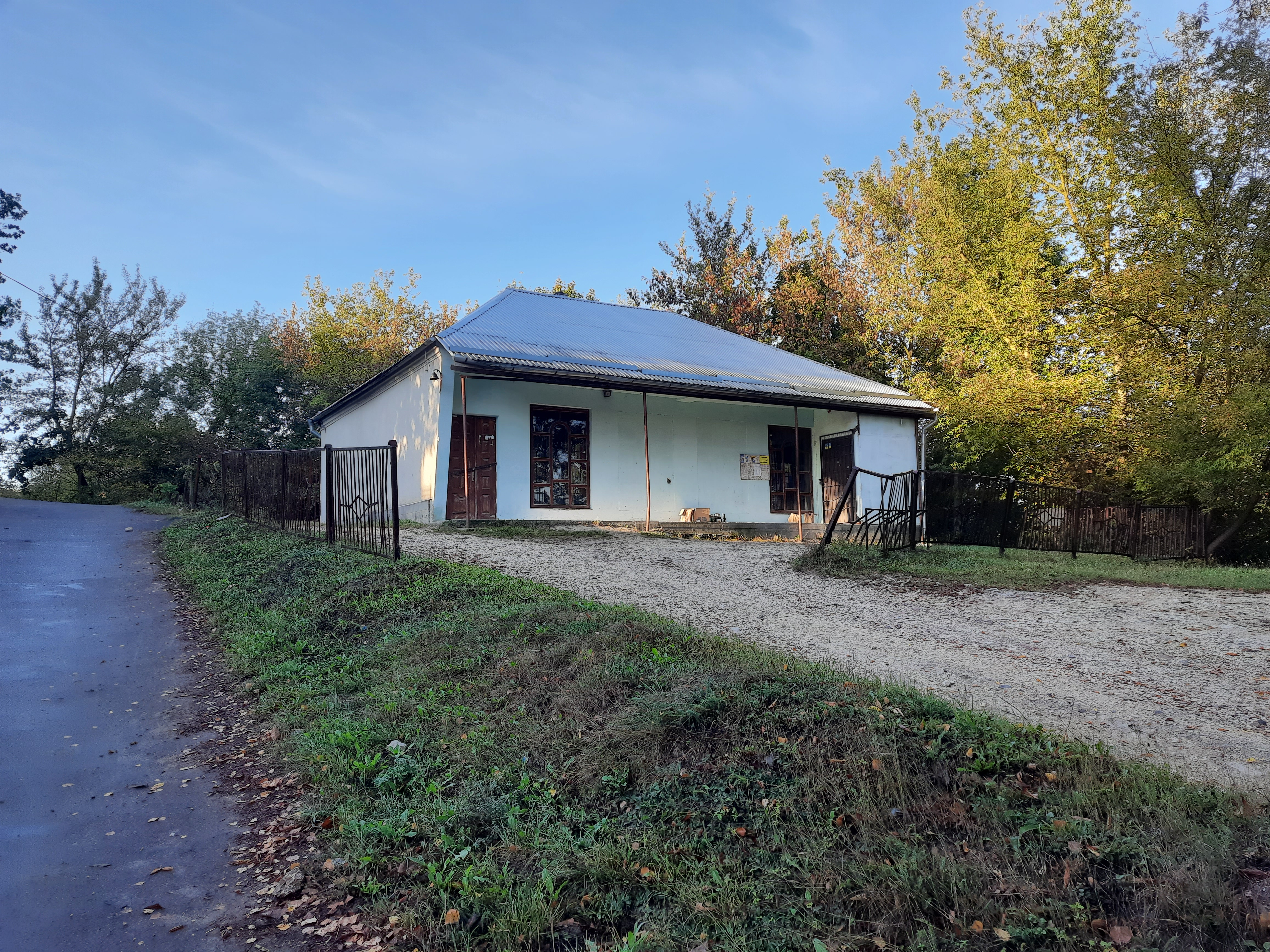
Крамниця

Ку́шлин — село в Україні, у Кременецькій міській громаді, Кременецького району Тернопільської області.  Підпорядковувалося колишній Горинській сільській раді. До Кушлина приєднано хутір Сіножаття.

## Географія
Розташоване на сході району, на берегах р. Горинька, за 19 км від районного центру і найближчої залізничної станції м. Кременець. Географічні координати: 49° 59’ пн. ш. 25° 49’ сх. д. Територія — 3,61 км². Дворів — 340.
На заході села є ліс Теребіж. Назва пов'язана, ймовірно, зі словами «перебіг, перебіжчик, треба бігти» (люди в давнину через ліс утікали від татар до річки).
На околицях села є поклади глини, крейди, піску.

### Місцевості
Сіножаття — хутір, приєднаний до с. Кушлин; розташований за 2 км від нього.
Про походження назви і хутора пам'ятають старожили. Колись тут був ліс. Потім людям там наділили землю (вони рубали ліс і косили сіно). Назва — від розташування у долинах, заплавах, багатих на сіна, сінокоси.
Протягом 1937—1939 рр., коли відбувалася комісація земель, із села, де помешкання стояли густо, частину жителів пересели у Сіножаття на власні наділи. Тоді на хуторі було кілька вулиць (усього 60 хат), а нині це вулиці села, де є 8 дворів, у яких живуть люди.

## Топоніміка
Назва села походить від слів «кущ» і «лин». Спочатку село йменувалося Кустьлин, потім назва трансформувалася на Кушлин.

## Історія

### Середньовіччя, Новий Час
Перша письмова згадка датована 1463 р., як власність Федора Барбасовича, який здавав маєток під заставу князеві Семену Збаразькому. 
Від кінця XV ст. власність князя Семена Гольшанського, від 1545 р. — князя Дмитра Вишневецького.
За переказами, в XII–XIV ст. поміж нинішніми селами Горинка і Кушлин у долині лежало село Добрилівка. Рятуючись від спустошливих набігів татар, місцеві жителі ховалися в кущах, лісах, будуючи там землянки, курені; харчувалися рибою, зокрема линами, яких ловили в ставках. Імовірно, що населення Добрилівки й утворило два села: Горинку, названу від гір (горбів), що оточують село з півдня та південного заходу, і Кустьлин.
Про села Горинка і Кушлин згадано в акті від 1545 р. у описі Кременецького замку в числі «городців »князя Дмитра Вишневенького, який, прийнявши в 1595 р. унію, намагався окатоличити населення. Панування Вишневецьких тривало до смерті останнього представника роду Вишневецьких — Михайла Сервація у 1746 р.

### XX століття
Згодом село було власністю інших поміщиків: Левицького (нар. 1880), Островського, Любимової і царського ґенерала Бобрикова. Виступи селян проти маґнатів ставали дедалі частішими, а під час польського правління досягли апогею. У 1921 р. селі був убитий поляк, тодішній державний службовець (зі слів Андрія Чави, сина тодішнього старости села). Тоді ж подібний випадок трапився в сусідньому селі, вбили поляка й у Кривчиках на Збаражчині. Поляки спалили Кривчики і вирушили на Кушлин. Староста Дмитро Чава із хлібом-сіллю разом зі всіма людьми, навіть дітьми, навколішки вийшли напроти польського військового загону з проханням не палити села. Це подіяло, і Кушлин не спалили.
1 жовтня 1933 року утворено ґміну Катербурґ Кременецького повіту і село включено до неї.
Від вересня 1939 р. Кушлин — під радянською владою. Поляків–«осадників», які мали землі на Ризі (так нині називається поле) вивезли до Сибіру. Віра Чава (нар. 1922) розповідає про такий випадок. Жінка «осадника» пекла хліб, прийшли більшовики, наказали збиратись і забрали сім'ю, навіть не дали дочекатися хліба.
Від липня 1941 р. до 8 березня 1944 р. село — під нацистською окупацією.
Після другого приходу радянської влади ОУН і УПА поповнили багато вихідців із села; їхні сім’ї вислали на каторжні роботи у Сибір.
Після вступу в село військ 1-го Українського фронту під командуванням Г. Жукова всі чоловіки від 18 до 50 років були мобілізовані в Червону армію, з них 38 загинули, 20 — пропали безвісти.

### Період Незалежности
Від 11 грудня 2020 року в складі Кременецької громади.
12 червня 2020 року, відповідно до розпорядження Кабінету Міністрів України № 724-р «Про визначення адміністративних центрів та затвердження територій територіальних громад Тернопільської області», увійшло до складу Кременецької міської громади.
19 липня 2020 року, в результаті адміністративно-територіальної реформи та ліквідації Кременецького (1940-2020) району, село увійшло до складу новоутвореного Кременецького району.

## Релігія
- церква Покрови Пресвятої Богородиці (згоріла 1887; нова 1926; дерев'яна).

## Соціальна сфера
До 1939 р. діяла чотирикласна початкова школа (було 2 вчителі), двічі на тиждень приходив священик Пилип Дубіцький. У вересні 1944 р. чотирикласна школа відновила роботу, 1952 р. почала функціонувати семирічка. Діти навчались у двох хатах (попівська хата збудована в 1887 р.) до 1997 р., коли було споруджене тимчасове приміщення для школи.
Нині у Кушлині діють школа, дитячий садок (від 1967), клуб, бібліотека, фельдшерсько-акушерський пункт, магазини. Будують школу на 180 учнів.

## Господарство
Восени 1949 р. утворено два колгоспи, у 1952 р. їх об'єднали в одне господарство (1957 р. у Кушлині був посаджений великий сад), у 1959 р. колгосп приєднали до господарства с. Горинка. В березні 1961 р. на його базі утворили насінницький радгосп. Підприємство вирощувало насіння зернових культур і картоплі. У 1995 р. утворилося ДАВТП «Явір», від 1998 р. — КСП «Явір». 2000 р. господарство роз’єдналося: в Горинці утворився ТОВ «Ранок», у Кушлині — СВК «Кушлин» куди жителі передали земельні та майнові паї. Нині діє фермерське господарство, селянські паї орендує ТОВ «Біо-Лан» (с. Горинка).

## Населення
| 840 | 731 |

За даними перепису населення 2001 року мовний склад населення села був таким:
| Мова       | Число ос. | Відсоток |
| ---------- | --------- | -------- |
| українська |           | 99,64    |
| російська  |           | 0,36     |

## Відомі люди
Народилися
- Іван Потій (нар. 1955) — український поет, публіцист, господарник.
- Марія Явнюк-Богданевич (нар. 1956) — українська літераторка.